# Carne cruda

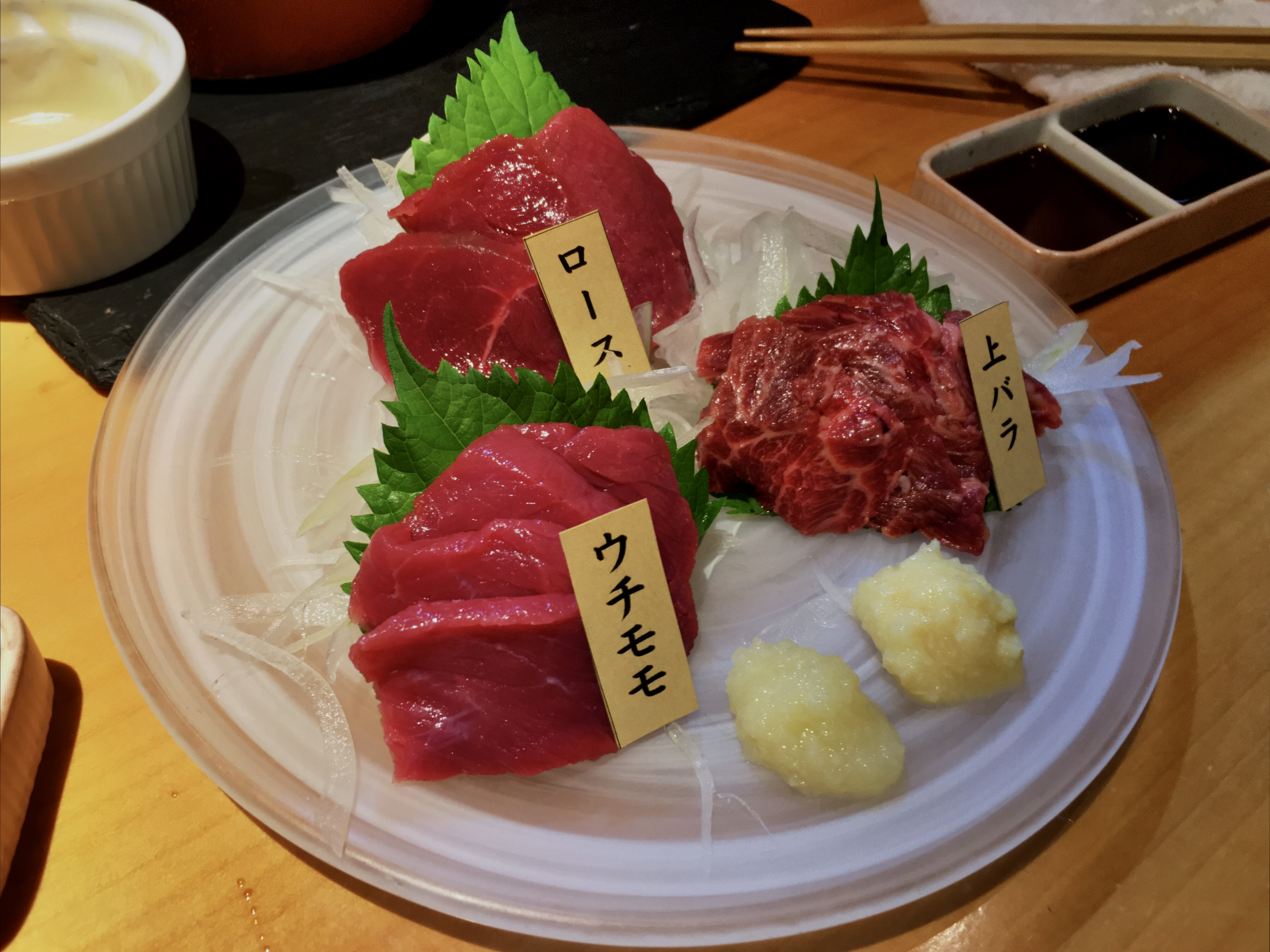
Carne di cavallo servita cruda in un ristorante giapponese

La carne cruda è carne che viene consumata senza essere sottoposta a cottura.

## Nel mondo
Nel mondo esistono diversi tipi di carne cruda, fra cui il crudos cileno, la tartare, e il kibbeh nayyeh mediorientale, che vengono preparati usando la carne di manzo.
In Italia vengono preparati il carpaccio e la carne cruda alla piemontese (condita con olio, sale, pepe, parmigiano, e tartufi).